# NGC 3401
NGC 3401 est une entrée du New General Catalogue qui concerne un corps céleste perdu, ou inexistant dans la constellation du Sextant. Cet objet a été enregistré par l'astronome germano-britannique William Herschel le 13 avril 1784.